# Kälvesta kvarn

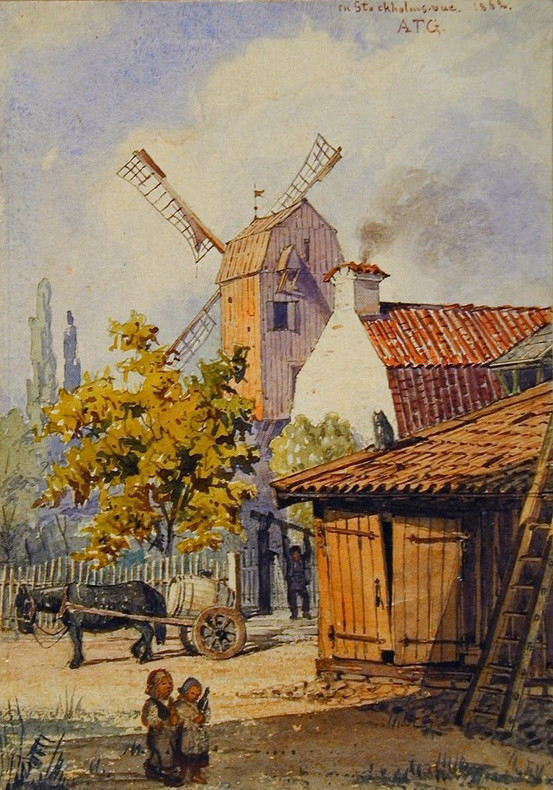
Lilla Stampan på sin ursprungliga plats, akvarell av Albert Theodor Gellerstedt, 1862.

Kälvesta kvarn (kallas även Lilla Stampan och Lunda kvarn) är en väderkvarn från 1600-talet, som ursprungligen stod på en kulle i nuvarande kvarteret Adlern Mindre vid Observatoriegatan i Stockholm. År 1884 flyttades kvarnen till Lunda och 1892 till sin nuvarande plats vid  Skestavägen 45 i Solhem, i Västerort, Stockholms kommun. Fastigheten har blåmärkts av Stadsmuseet i Stockholm, vilket är den högsta kulturhistoriska klassificeringen och innebär att kvarnen bedöms ha ett ”synnerligen högt kulturhistoriskt värde”.

## Historik

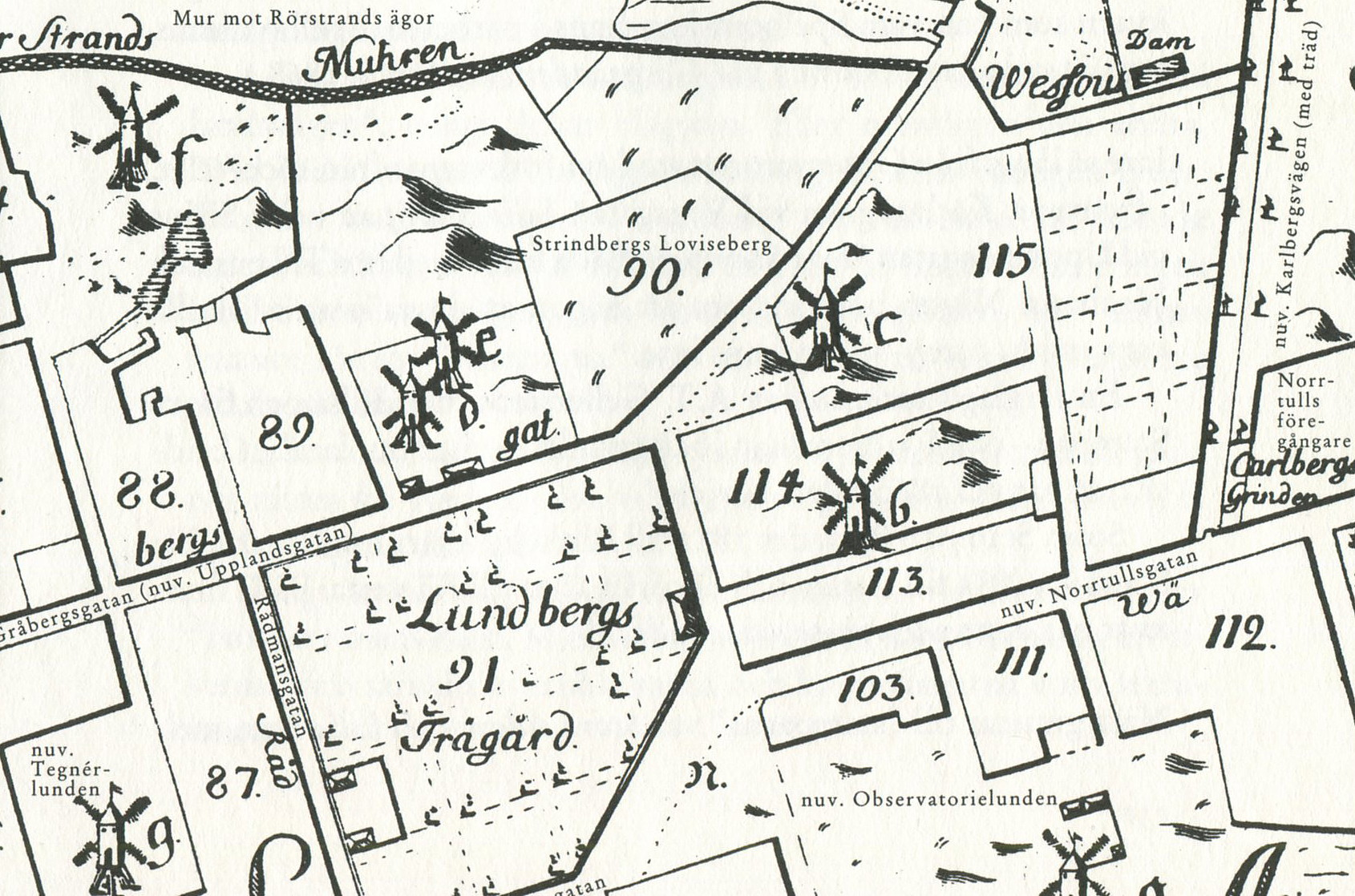
Kvarnar på Tillaeus' karta från 1733, väster om Observatoriebacken, b är Lilla Stampan och c är Stora Stampan (norr är till höger).

Området väster om nuvarande Observatoriekullen var bergigt och bebyggt med små träkåkar. Här är inte mindre än sju kvarnar markerade på Petrus Tillaeus karta från 1733. Kvarteret Adlern Mindre hängde ursprungligen ihop med det numera försvunna Adlern Större och båda kvarteren var åtskilda genom en gränd. Här stod två väderkvarnar ”Lilla Stampan” och längre västerut (i nuvarande kvarteret Sirius) fanns ”Stora Stampan”.
Båda var så kallade stolpkvarnar från 1600-talet (vid en stolpkvarn vrids hela kvarnbyggnaden i rätt vindriktning). Ordet stampan tyder på att kvarnen ”stampade”, alltså pressade växter som lin och hampa för tillverkning av rep och segel. Om Stora och Lilla Stampan var hamp-stampar är dock inte belagt.
På Petrus Tillaeus karta från 1733, visande området väster om Observatoriebacken, syns flera kvarnar; b är Lilla Stampan och c är Stora Stampan. Ägare till Lilla Stampan var bland andra kommissarien i Kommerskollegium Lyder Bartels Adlersköld. Han lär ha givit namnet till kvarteret Adlern.
När trakten började stadsplaneras med rektangulära bostadskvarter fanns inte längre plats för några kvarnar. Kvarnarna plockades ner och marken sänktes till nuvarande nivå för framdragandet av Vegagatan och Upplandsgatan till den nya bebyggelsen vid Observatoriekullen. På Heinrich Neuhaus Stockholmspanorama från 1870 syns Lilla Stampan och bebyggelsen med de nya bostadshusen, som kryper allt närmare. ”Stora Stampan” flyttades till Kvarnbacken vid Ursvik år 1882 medan ”Lilla Stampan” flyttades 1884 först till Lunda och 1892 till Kälvesta, där den står som ”Kälvesta kvarn” bland villorna i Solhem. I dag (2013) är kvarnen i renoverat skick, dock utan vingar.

## Nutida bilder

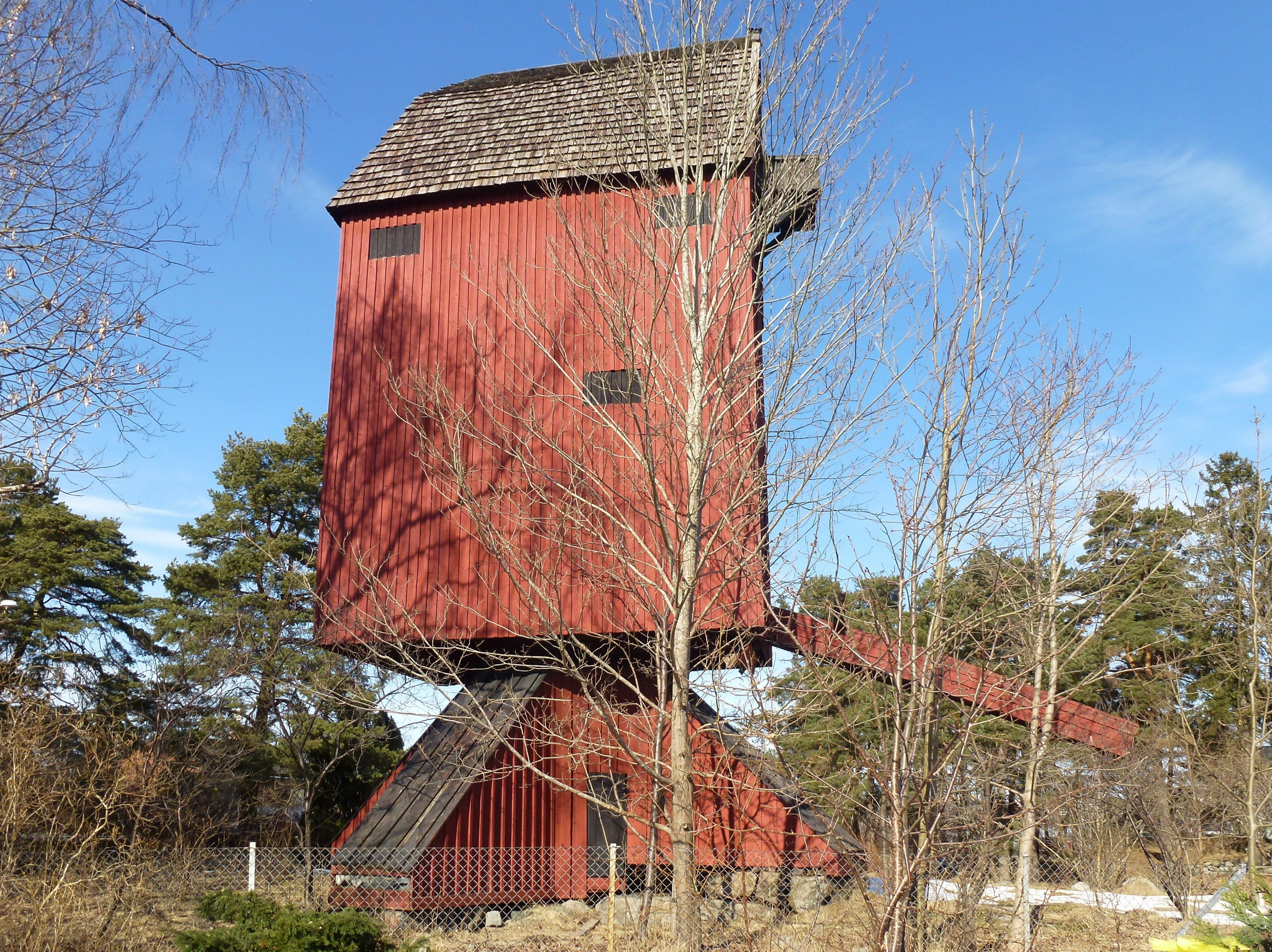
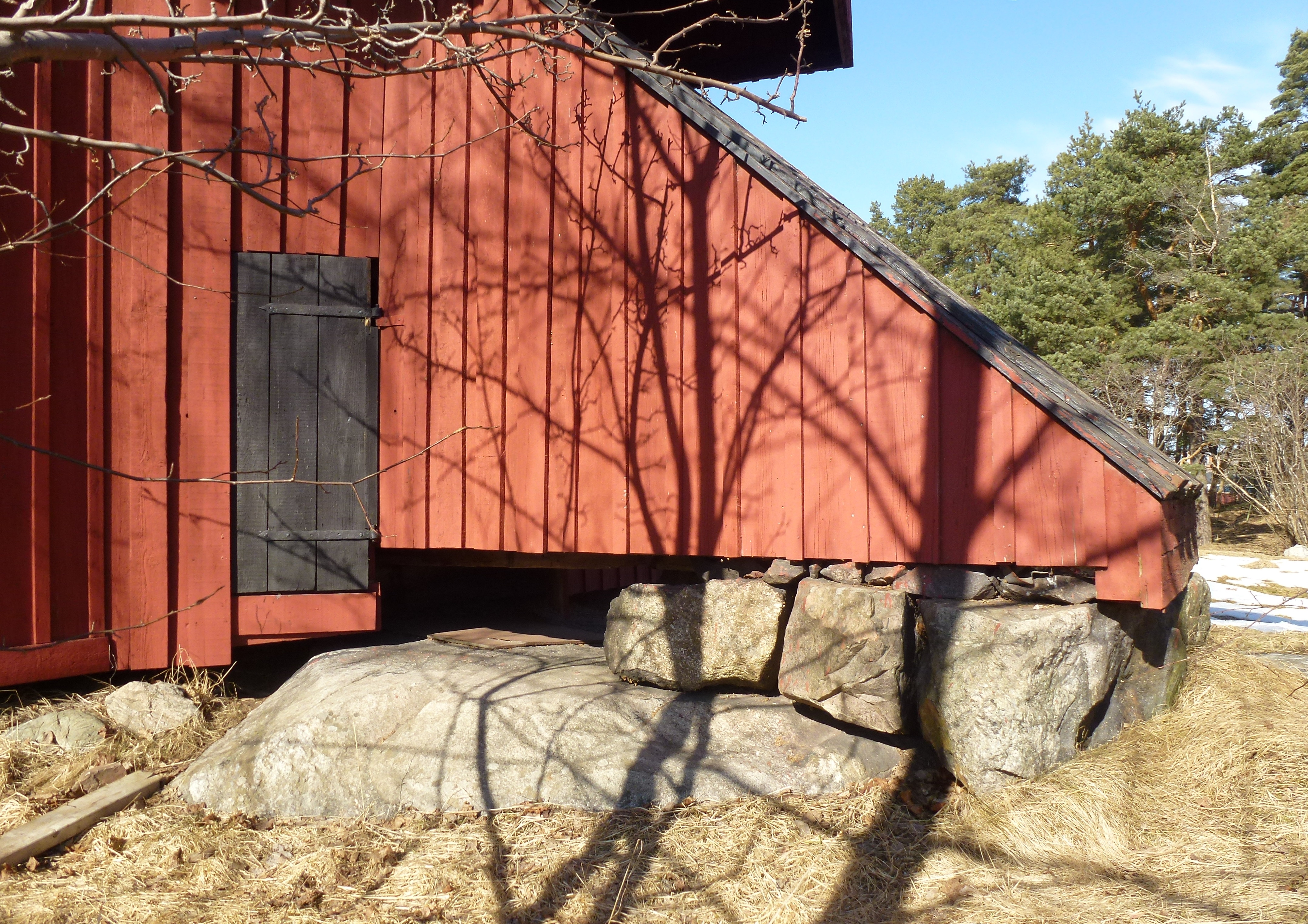
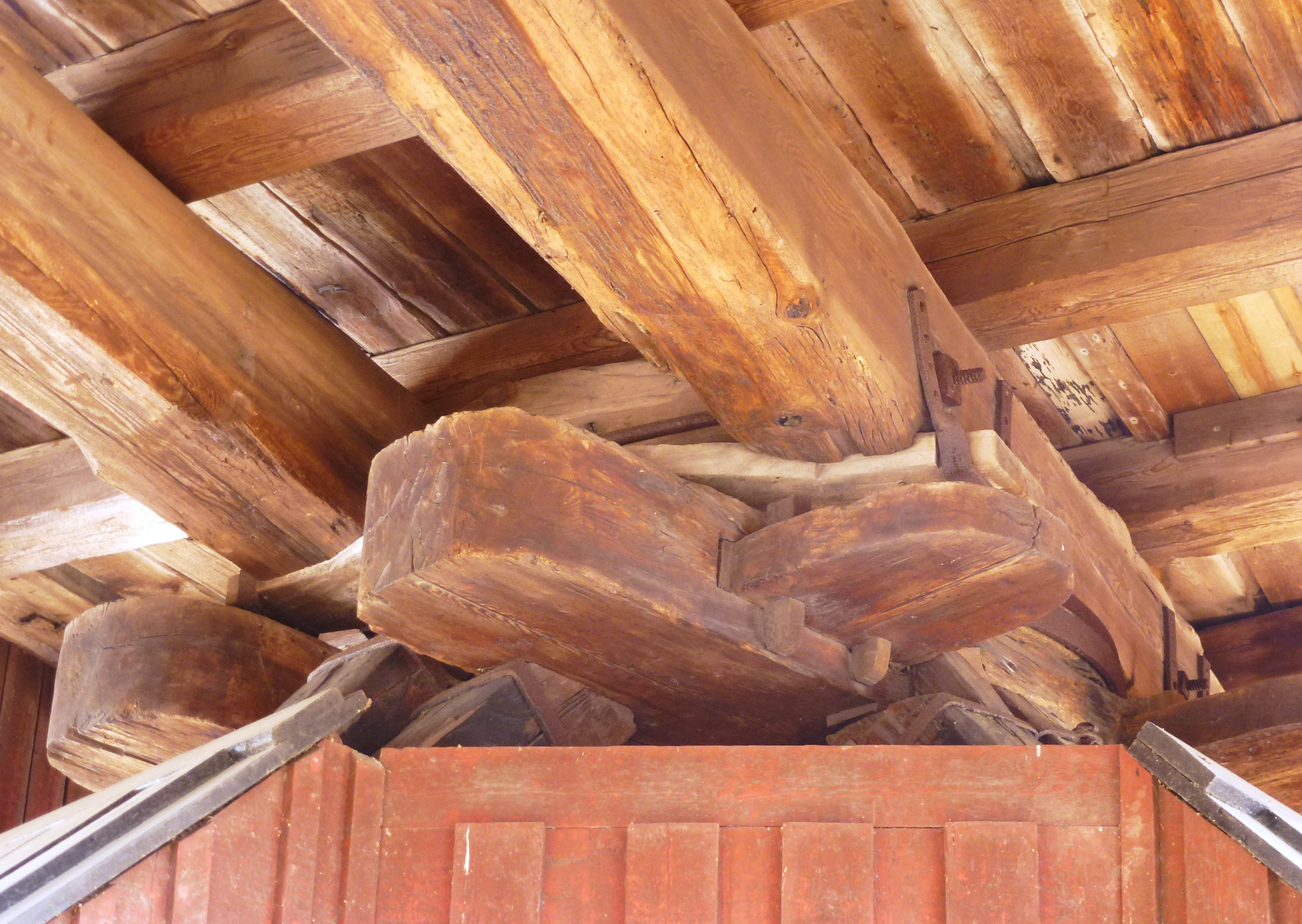
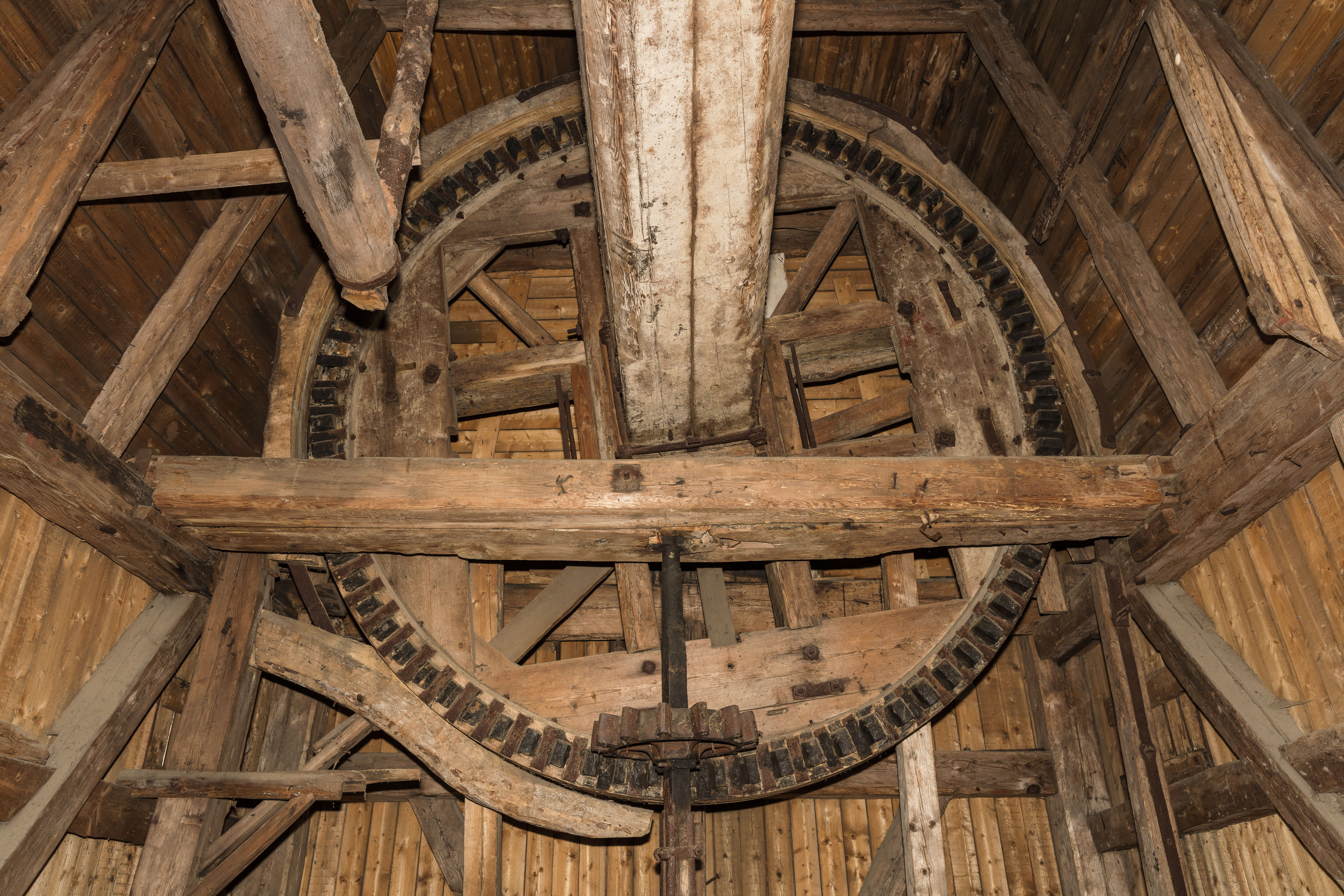
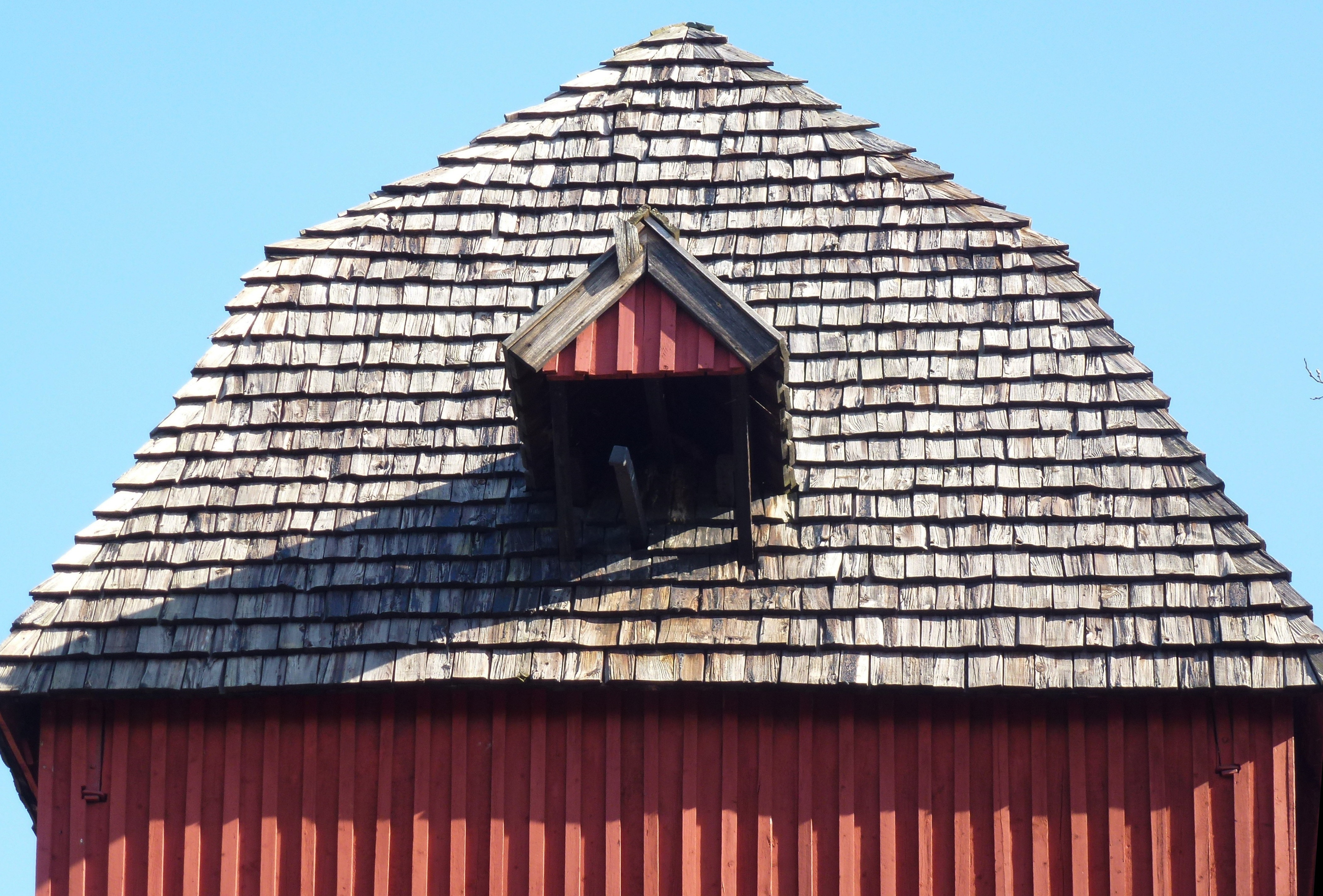

### Tyrckta källor
- Hasselblad, Björn; Lindström, Frans (1979). Stockholmskvarter: vad kvartersnamnen berättar. Stockholm: AWE/Geber. Libris 7219146. ISBN 91-20-06252-4
- Fogelström, Per Anders (1995). Ur det försvunna - stockholmsta spår och tecken. Stockholm: Bonniers Förlag. ISBN 91-0-056123-1